# Punggrævlinger
Punggrævlinger (Peramelemorphia) er en orden inden for pungdyrene med tre familier og 22 arter, hvoraf tre regnes for uddøde. De findes i Australien, på Ny Guinea og på nogle øer i det østlige Indonesien. Her lever de i alt fra ørkener til tropiske regnskove. Det er altædende dyr, der mest er aktive om natten og i skumringen.

## Udseende og levemåde
Hovedet har en lang og bevægelig snude og oftest store ører. Den veludviklede pung har en bagudrettet åbning. Størrelsen varierer fra omkring 140 gram til 4 kilogram, men de fleste arter vejer omkring et enkelt kilogram.

### Føde
Føden består af rødder, bær, nedfaldsfrugt, andre bløde plantedele og svampe, men også insekter og regnorme.

### Forplantning
Punggrævlinger formerer sig hurtigst af alle pungdyr. Generelt har de en kort drægtighedsperiode, den varer ofte kun to uger. I modsætning til de fleste andre pungdyr har de en primitiv moderkage (placenta). Hunnernes pung er veludviklet og har åbningen bagud. Nyfødte har ofte kløer for at kunne kravle frem til pungen, kløerne falder senere af. Hunner har alt efter art 6 til 10 dievorter, men normalt fødes kun 2 til 5 unger. Ungerne forbliver cirka 50 dage i pungen og afvænnes omtrent 10 dage senere. Kort efter afvænningen føder hun nye unger, der senere anvender de dievorter, der ikke var i brug af de ældre unger. Punggrævlinger bliver tidligst kønsmodne i en alder af 90 dage. De bliver 2 til 3 år gamle eller noget længere.

## Systematik
Ordenen punggrævlinger inddeles i tre familier:
- Chaeropodidae, omfatter kun den uddøde art Chaeropus ecaudatus (punggris)
- Thylacomyidae, to arter hvoraf den ene er uddød.
- Peramelidae, 19 arter,